# Anthaxia maculipennis
Anthaxia maculipennis es una especie de escarabajo del género Anthaxia, familia Buprestidae. Fue descrita científicamente por Haupt en 1956.